# Variaties op een Iers thema
Variaties op een Iers thema (Variations on a Irish theme) is een compositie van Edward Joseph Collins. Collins bleef een groot deel van zijn leven zichzelf onderwijzen in muziektechnieken. Hij wilde steeds een beter componist worden, terwijl het publiek hem links liet liggen. In zijn streven zijn technieken uit te breiden past dit werk binnen het genre "Thema en variaties". Collins, van Iers-Amerikaanse komaf, koos als  thema het morbide liedje Oh! The ‘taters over here are small. 
Oh! The ‘taters over here are small en het origineel The praties they grow small  kennen haar oorsprong in de Internationale Aardappelcrisis, die met name op het Ierse eiland hard toesloeg. ‘Taters en praties staan voor potatoes, aardappellen. Er stierven talloze mensen de hongerdood, anderen emigreerden naar de Verenigde Staten. Het lied kreeg mede daardoor een aantal Amerikaanse varianten, want ook in de VS bleven de aardappels soms klein.
Collins kwam met een aantal variaties waarbij het oorspronkelijke thema soms uit zicht raakt en dan ineens weer herkenbaar aanwezig is. Zoals vaker bij werken van deze componist is de datering een probleem, Collins hield geen werklijst bij. Bij bestudering van het werk en leven van Collins, gedurende de cd-uitgaves, schatte men in dat Collins het gedurende de beginjaren dertig van de 20e eeuw schreef. 